# Kigoma (region)
Kigoma – region (mkoa) w Tanzanii.
W 2002 roku region zamieszkiwało 1 674 047 osób. W 2012 ludność wynosiła 2 127 930 osób, w tym 1 028 994 mężczyzn i 1 098 936 kobiet, zamieszkałych w 374 488 gospodarstwach domowych.
Region podzielony jest na 8 jednostek administracyjnych drugiego rzędu (dystryktów):
- Buhigwe District Council
- Kakonko District Council
- Kasulu Town Council
- Kasulu District Council
- Kibondo District Council
- Kigoma District Council
- Kigoma-Ujiji Municipal Council
- Uvinza District Council